# Brigadas de Defesa de Bengasi
Brigadas de Defesa de Bengasi são um grupo jihadista formado em 2016 durante a Segunda Guerra Civil Líbia.
As Brigadas de Defesa de Bengazi foram formadas em 2 de junho de 2016 em Jufra pelo reagrupamento de vários grupos islâmicos, após um apelo a jihad contra o general Khalifa Haftar, lançado pelo Mufti al-Sadek al-Guaryani. Segundo a RFI, o grupo tem ligações com a al-Qaeda, com a Ansar al-Sharia e com o Estado Islâmico. Para o Le Monde, o grupo tem muitos islamitas em suas fileiras, assim como ex-membros da Ansar al-Sharia. Opera principalmente em Bengazi, no âmbito do Conselho da Shura de Revolucionários de Bengazi.  Seus combatentes tomaram parte na Batalha de Bengazi. Também estão presentes em Ajdabiya e em Derna. Nesta última cidade, o grupo teria ajudado Mokhtar Belmokhtar.
Em março de 2017, as Brigadas de Defesa de Bengazi atacaram o território do Crescente Petrolífero, na região de Ras Lanuf. Em seguida, entregaram as cidades e instalações de petróleo de As-Sidra, em Ras Lanuf, ao Governo do Acordo Nacional, embora este último tenha condenado a ofensiva. No entanto, as forças do marechal Haftar contra-atacam e retomam o Crescente Petrolífero em 14 de março.
Depois de sua derrota em Bengazi no final de 2017, as Brigadas de Defesa de Bengazi são alojadas em Misrata por brigadas locais, unidas pela sua oposição a Haftar. Também mantêm um acampamento em al-Saddada, um subúrbio de Bani Walid.